# Claopodium bolanderi
Claopodium bolanderi là một loài rêu trong họ Thuidiaceae. Loài này được Best mô tả khoa học đầu tiên năm 1897.